# Macchi M.71
Il Macchi M.71 era un idrocaccia biplano a scafo centrale prodotto dall'azienda italiana Aeronautica Macchi negli anni trenta.
Derivato direttamente dal Macchi M.41bis ne era l'evoluzione rinforzata per l'utilizzo imbarcato catapultabile come equipaggiamento agli incrociatori della Regia Marina.

## Storia del progetto
Nei primi anni trenta la Regia Marina decise di equipaggiare alcune unità maggiori da combattimento con una catapulta per ottimizzare le operazioni di lancio di velivoli, inizialmente e principalmente idrovolanti, adibiti al ruolo di ricognitore marittimo e supporto al tiro. Le mutate caratteristiche di robustezza strutturale atte a sopportare le maggiori sollecitazioni dovute al lancio dalla catapulta non permettevano però di utilizzare i precedenti idrovolanti in dotazione. A tale scopo venne emessa una specifica per dotare con un adeguato nuovo modello le proprie unità.
L'Aeronautica Macchi propose il progetto M.71, una variante del suo precedente M.41bis adeguato alle mutate esigenze strutturali, in particolare intervenendo sulla velatura, incrementando la robustezza strutturale delle ali, che in questo modello erano ripiegabili, e dei montanti che le collegavano, eliminando inoltre i tiranti in filo d'acciaio, non più necessari, con un miglioramento nell'aerodinamica generale del velivolo.
Dopo l'approvazione da parte delle autorità militari ne venne avviata la produzione in serie, limitata ad una decina di esemplari.

## Tecnica
L'M.71 era un idrovolante a scafo centrale di impostazione classica; biplano, monoposto e monomotore in configurazione spingente.
Lo scafo era caratterizzato da un abitacolo aperto dotato di un parabrezza situato sulla parte anteriore. Posteriormente terminava in un impennaggio cruciforme monoderiva con piani orizzontali controventati.
Le configurazione alare era biplana, con l'ala superiore montata alta a parasole e l'inferiore montata alta sullo scafo, quest'ultimo caratterizzato da un sensibile angolo di diedro positivo, e che integrava nella parte inferiore delle semiali i galleggianti equilibratori. Le due ali erano tra loro collegate da una coppia di montanti "ad N" per lato e la superiore era integrata da montanti diagonali che la collegavano alla parte superiore dello scafo.
La propulsione era affidata ad un motore Fiat A.20, un 12 cilindri a V raffreddato a liquido in grado di erogare una potenza pari a 420 CV (309 kW), integrato in una gondola collocata centralmente nella struttura tubolare sotto l'ala superiore in configurazione spingente ed abbinato ad un'elica bipala a passo fisso.

## Impiego operativo
I Macchi M.71, in carico alla Regia Aeronautica, erano utilizzati come equipaggiamento sugli incrociatori leggeri della classe Alberto da Giussano, dotati di due catapulte, mentre alcuni operavano da basi navali costiere.
In seguito sostituito dagli IMAM Ro.44, rimase comunque in servizio come idroaddestratore.

## Utilizzatori
Italia
- Regia Aeronautica (per conto della Regia Marina)